# Istanbul Canyon 1
Istanbul Canyon 1 est un gratte-ciel de 118  mètres de hauteur construit de 2003 à 2006 à Istanbul  en Turquie dans l'arrondissement de Besiktas dans le quartier d'affaires de Levent
Le bâtiment comporte 30 étages desservis par 34 ascenseurs.
Il fait partie du complexe Kanyon de 250 000 m2 de surface de plancher qui comporte notamment une autre tour de 22 étages avec des logements et un centre commercial avec 160 boutiques
Chaque étage du bâtiment a une surface utilisable de 1 167 m2.
Les immeubles ont été conçus par l'agence d'architecture américaine The Jerde Partnership ('design architect') et par l'agence Tabanlioglu Architects ('Associate architect')